# Walther P99

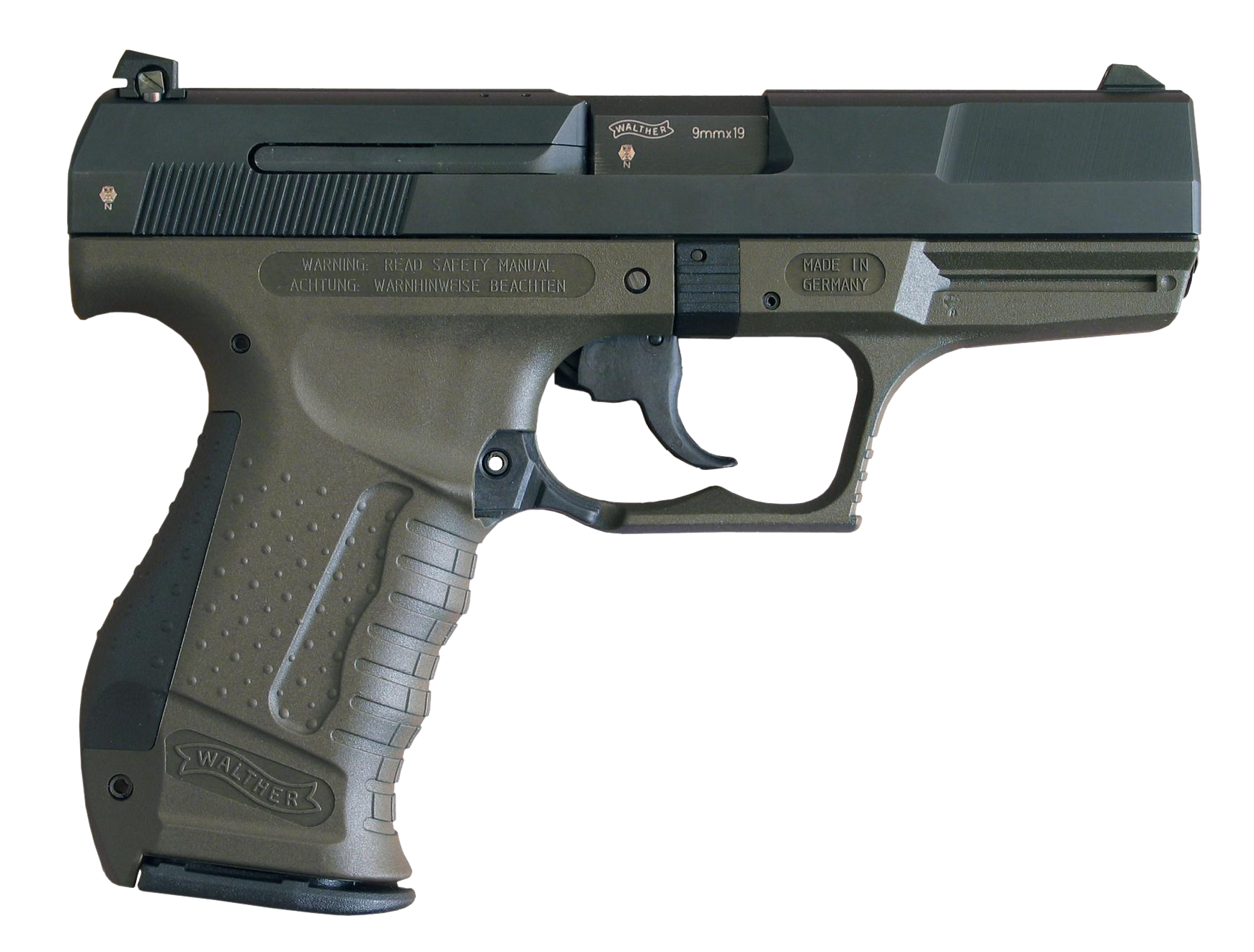
Walther P99

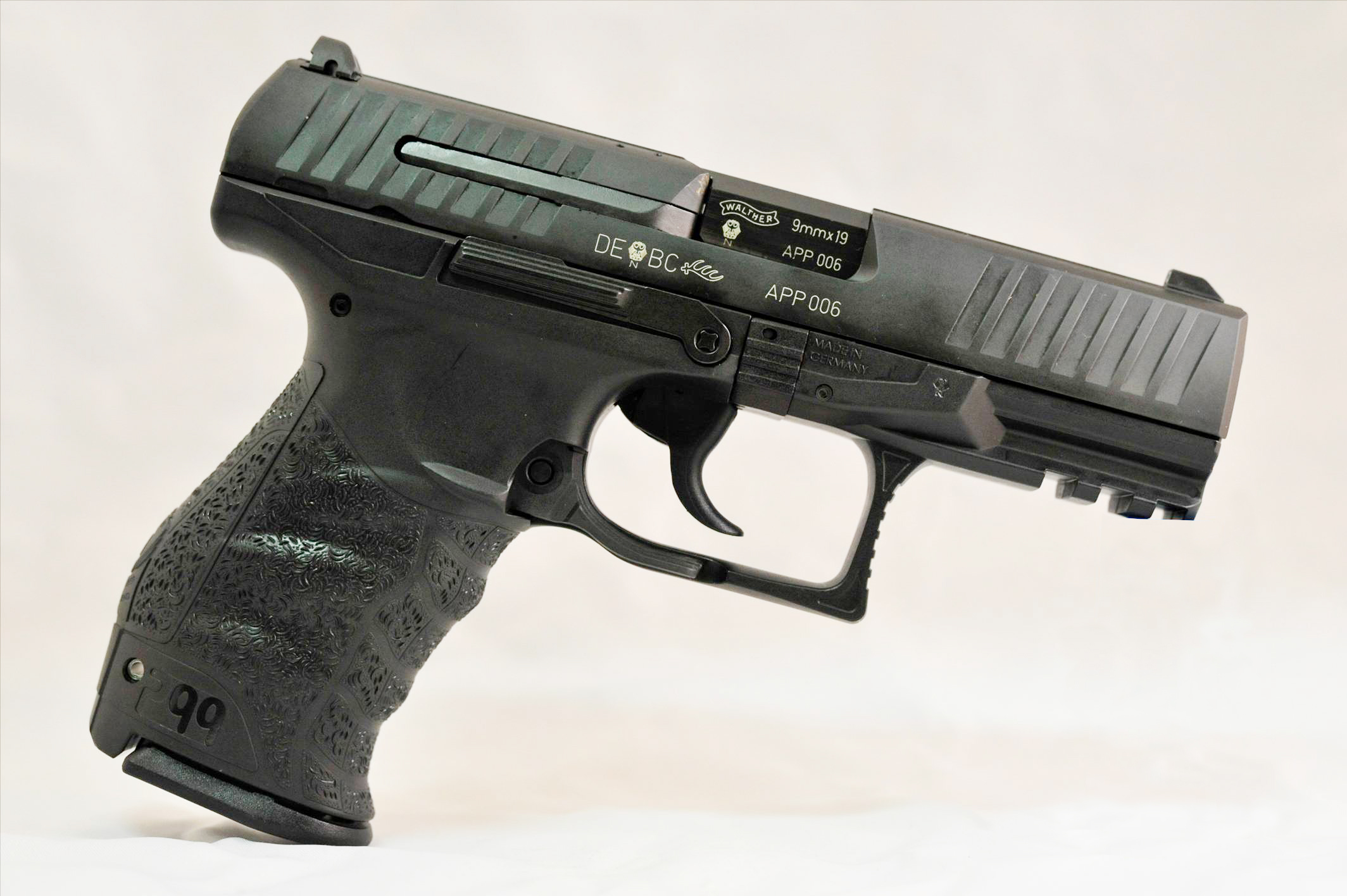
De P99QNL is het dienstwapen van de Nederlandse politie

De Walther P99 van de fabrikant Walther is een semiautomatisch pistool en de grotere en oudere broer van de Walther P22. De P22 die verkrijgbaar is in .22 Long Rifle is als het ware een verkleinde uitvoering van de P99 die verkrijgbaar is in 9×19 mm (9mm para), zestien patronen, en .40 S&W, twaalf patronen.
Van de P99 zijn verschillende uitvoeringen:
- Model P99 (met kaliber 9 mm para), een politiepistool met een lengte van 180 mm, een hoogte van 135 mm, een breedte van 29 mm, een looplengte van 102 mm, een gewicht van 630 gram. De trekkerdruk is 4000 gram in double-action en 2000 gram in single-action. Hetzelfde wapen in kaliber .40S&W heeft iets afwijkende afmetingen. De totale lengte is 184 mm, de looplengte bedraagt 106 mm. Het gewicht is 655 gram.
- Model P99 QA heeft een zogenaamde Quick Action trekkeractie. Walther ontwikkelde dit wapen voor speciale eenheden. De slagpin bevindt zich standaard in half voorgespannen positie. Bij het overhalen van de trekker wordt de slagpin nog 3 mm nagespannen, voordat het schot afgaat. De totale trekkerweg is slechts 6 mm en de trekkerdruk is constant 3200 gram. De ontspanknop in de P99 QA is verkleind waardoor het pistool niet per ongeluk kan worden ontspannen.
- Model P99 Military verschilt alleen van de P99 door zijn matgroene kunststof kast.
- Model P99 Duder/P99 La Chasse is een uitvoering voor jachtopzieners. Het pistool heeft een kunststof korrel en aan weerszijden in de keep van het keepvizier een gekleurde kunststof stip. Het verwisselbare inzetstuk in de greeprug is van walnotenhout.
- Model P990 is een double-action-only-uitvoering (DAO) van de P99. Het pistool heeft een constante trekkerdruk van 4000 gram en een trekkerweg van 14 mm. Smith & Wesson maakte ongeveer hetzelfde wapen in een joint venture met Walther als de SW-99.

## Gebruik
- Canada: De politie van de stad Montreal en de politie van de stad Quebec
- Finland: Gebruikt door het Finse Defensieleger als PIST 2003 (Pistooli 2003)
- Duitsland: 41.000 P99DAO-pistolen aangeschaft in 2005 voor de politie in Noordrijn-Westfalen
- Ierland: De Ierse nationale politie (Garda Síochána na hÉireann)
- Maleisië: De koninklijke Maleisische politie
- Nederland:  Nederlandse politie en de Douane (Nederland) (P99Q NL)
- Polen: Poolse politie
- Spanje: Spaanse politie

## Trivia
- De Walther P99 is ook te zien als het standaardwapen van James Bond, vanaf de film Tomorrow Never Dies. In de Bondfilms daarvoor was hij telkens te zien met de Walther PPK - PPK/S. Zijn eerste wapen was een Beretta .25.